# Federação Nigerina de Voleibol
A Federação Nigerina de Voleibol  (em francêsː Fédération nigérienne de volley-ball,FNVB) é  uma organização fundada em 1964 que governa a pratica de voleibol em Níger, sendo membro da Federação Internacional de Voleibol e da Confederação Africana de Voleibol, a entidade é responsável por  organizar  os campeonatos nacionais de  voleibol masculino e feminino no país.